# Gnieźnieńska Kolej Wąskotorowa

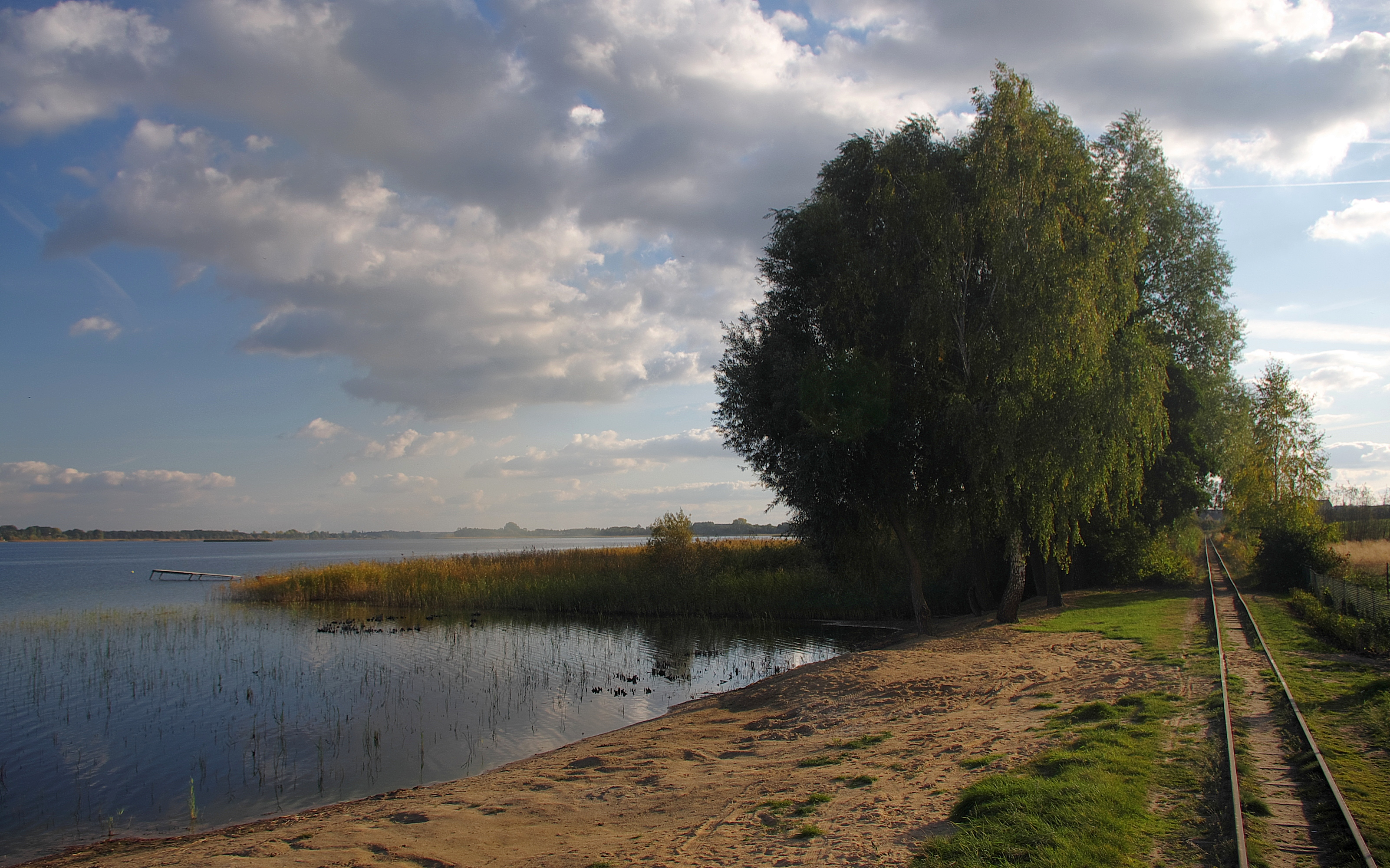
Fragment linii GKW nad Jeziorem Powidzkim

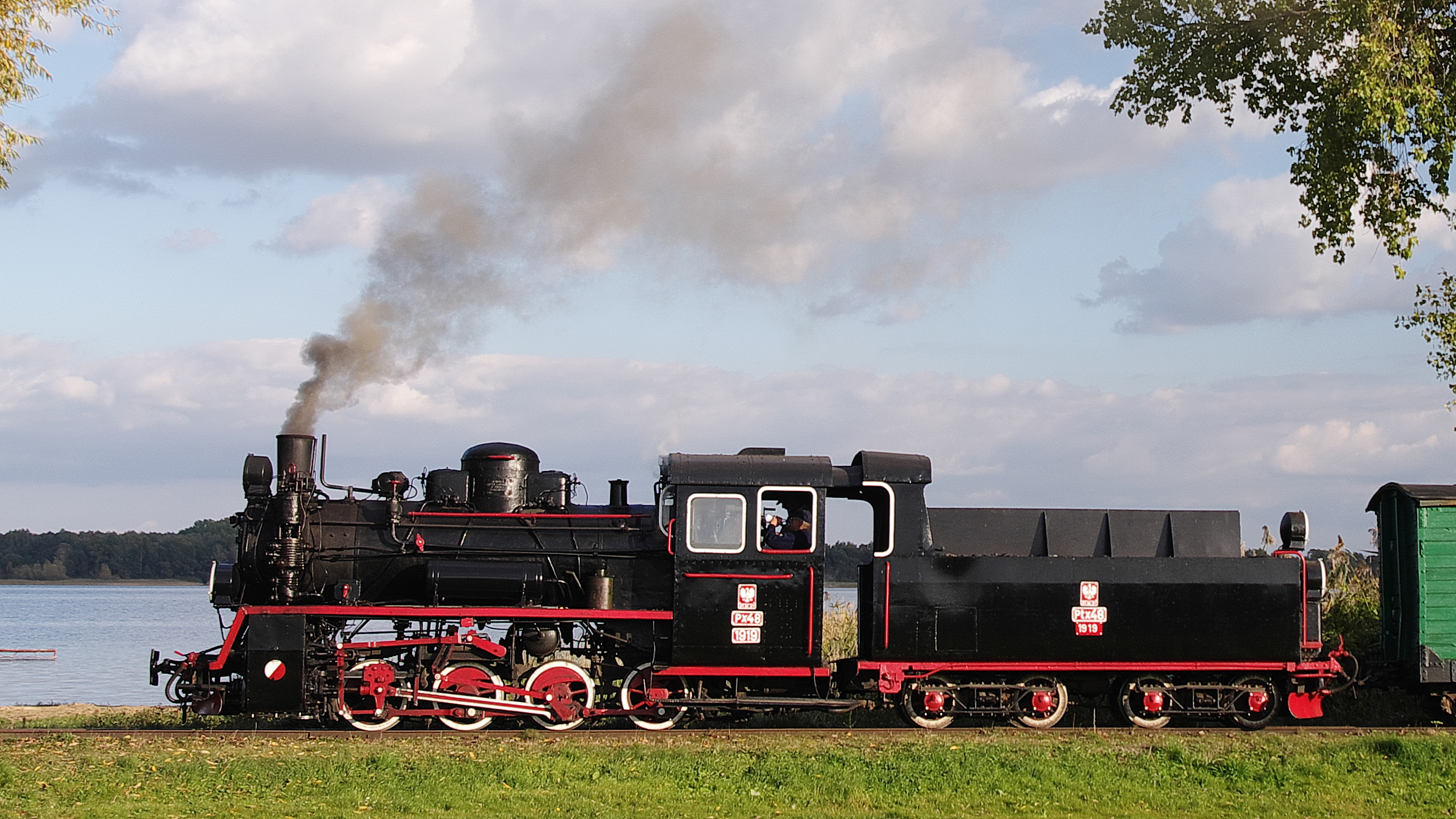
Gnieźnieński Px48-1919 podczas imprezy „Jesień Pełną Parą” w 2011

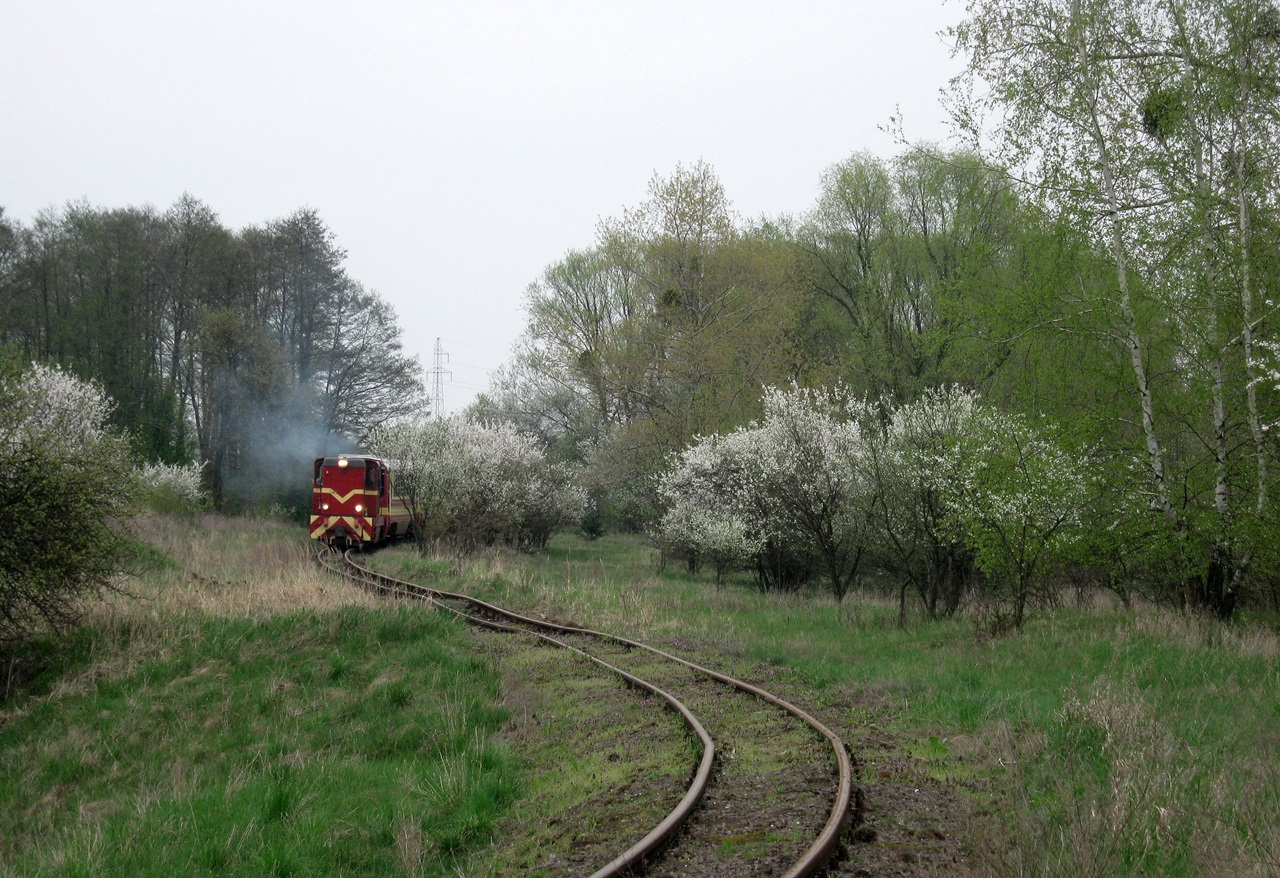
Lxd2-369 Gnieźnieńskiej Kolei Wąskotorowej ze specjalnym pociągiem relacji Powidz – Gniezno Wąsk. na zakrętach w miejscowości Ługi

Gnieźnieńska Kolej Wąskotorowa (GKW), początkowo Witkowska Kolej Powiatowa – kolej wąskotorowa funkcjonująca do 1 września 2015 na trasie z Gniezna do Anastazewa. Od 8 września 2019 roku kolej sporadycznie kursuje z Gniezna do lasu Jelonek.

## Historia
W 1884 roku cukrownia w Gnieźnie wybudowała linie wąskotorową z Gniezna do Odrowąża do szerokości toru 900 mm. W 1893 roku linię tę odkupił sejmik powiatu witkowskiego. Następnie linia została przekuta na tor 600 mm oraz przedłużona do Mielżyna. Rok później powstała spółka Witkowska Kolej Powiatowa. W 1896 roku uruchomiono pierwsze pociągi. Kolejne linie powstawały w latach 1897-1911.
Wraz z likwidacją powiatu witkowskiego w 1927 roku kolej została przejęta przez powiat gnieźnieński. Zmieniono wówczas nazwę na Gnieźnieńska Kolej Wąskotorowa.
GKW jako pierwsza kolej w Polsce wprowadziła w 1928 r. wagon motorowy.
W 1949 roku kolej została przejęta przez PKP.
W 1957 roku wszystkie linie kolei zostały przekute na rozstaw 750 mm.
W 1986 roku zawieszono przewozy pasażerskie.
W 1998 roku przewiozła 28 305 t towarów. W 1999 roku posiadała cztery parowozy Px48 (w tym dwa nieczynne), lokomotywę spalinową Lyd1 i pięć wagonów osobowych.
W 2001 z usług Gnieźnieńskiej Kolei Wąskotorowej skorzystało ok. 15 tysięcy osób. W 2003 kolej została przekazana Powiatowi Gnieźnieńskiemu i odzyskała nazwę „Gnieźnieńska Kolej Wąskotorowa”. W tym czasie pociągi rozkładowe z lokomotywą spalinową Lxd2 kursowały w wakacyjne soboty i niedziele, rozpatrywano wówczas nawet budowę linii kolejki z Witkowa do Ośrodka Wypoczynkowego w Skorzęcinie.
Całość linii ze względu na zły stan techniczny 1 września 2015 została wyłączona z eksploatacji, do czasu wymiany około 9000 podkładów kolejowych, co wg szacunków kosztować będzie około 600 tys. zł. Odcinek Ostrowo – Anastazewo z powodu złego stanu torowiska nie był eksploatowany już od sierpnia 2011.
Na przełomie 2018 i 2019, w ramach projektu Przebudowa i remont wąskotorowej linii kolejowej na odcinku Gniezno – Jelonek, kosztem 278 tys. zł oczyszczono i podsypano tory oraz wymieniono podkłady na 3,5 km odcinku biegnącym w granicach Gniezna. Ponadto dwa nieużywane rozjazdy (umożliwiające dawniej wjazd na rozebrane bocznice do cukrowni i składu opału) zostały przeniesione na nową stację w Lesie Jelonek, gdzie zbudowano także peron o długości 100 metrów. Miało to umożliwić organizowanie krótkich przejazdów z Gniezna do Lasu Jelonek, jednak do uruchomienia pociągów nie doszło (poza pociągami roboczymi, 22 marca 2019). Koszt reaktywacji całej trasy szacowany jest na 2 mln zł.
Na początku września 2019 pojawiła się informacja o wznowieniu 8 września 2019 ruchu pociągów na odcinku Gniezno Wąskotorowa – Las Jelonek. W kolejne wrześniowe weekendy planowane były po 2 kursy kolejki.
W 2024 i 2025 roku odbywały się przejazdy weekendowe w lipcu i sierpniu. W 2023 roku dokonano prac modernizacyjnych na około kilometrze torów od stacji Jelonek w kierunku Niechanowa. Kolejne 700 m torowiska planowano oczyścić i odnowić w 2025 roku.
Na szczególną uwagę zasługuje stacja Przybrodzin, która jest jedyną stacją kolejową w Polsce położoną na plaży.

## Tabor
Posiadane lokomotywy: Lxd2- 313, 343, 344 – sprawne; 369 – spalona; Px48-1919 (oczekuje naprawy).
Posiadane wagony: m.in. Btxh, Bxhpi, 3Aw, Fxh, Kddxz, Wmd 023, transportery (Tw6, Tw6a, Tw6b, Tw6c).

## Linie Gnieźnieńskiej Kolei Wąskotorowej

### Linia Arcugowo – Mielżyn
Dawny dworzec kolejowy w Gorzykowie

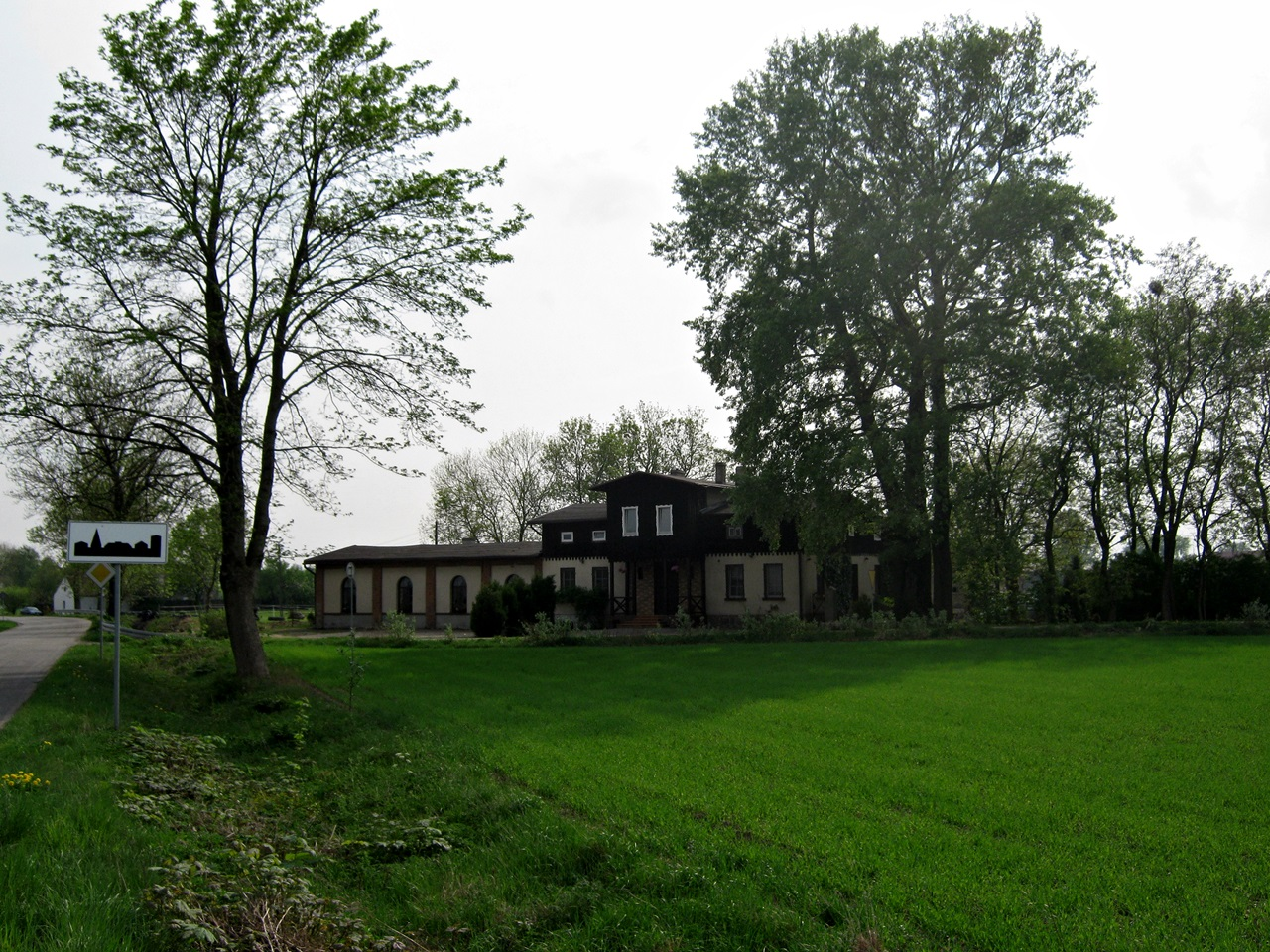
Dawny budynek stacji w Gorzykowie (linia Arcugowo – Mielżyn). Obecnie znajduje się w nim dyskoteka

Dawny budynek stacji w Gorzykowie na linii Arcugowo – Mielżyn służy obecnie jako dyskoteka. Przewozy na tej linii zawieszono 27 kwietnia 1984. Dworzec znajduje się tuż obok drogi Września – Witkowo.

### Linia Mierzewo – Stanisławowo
Resztki przyczółków dawnego mostu na Strudze Mierzewskiej

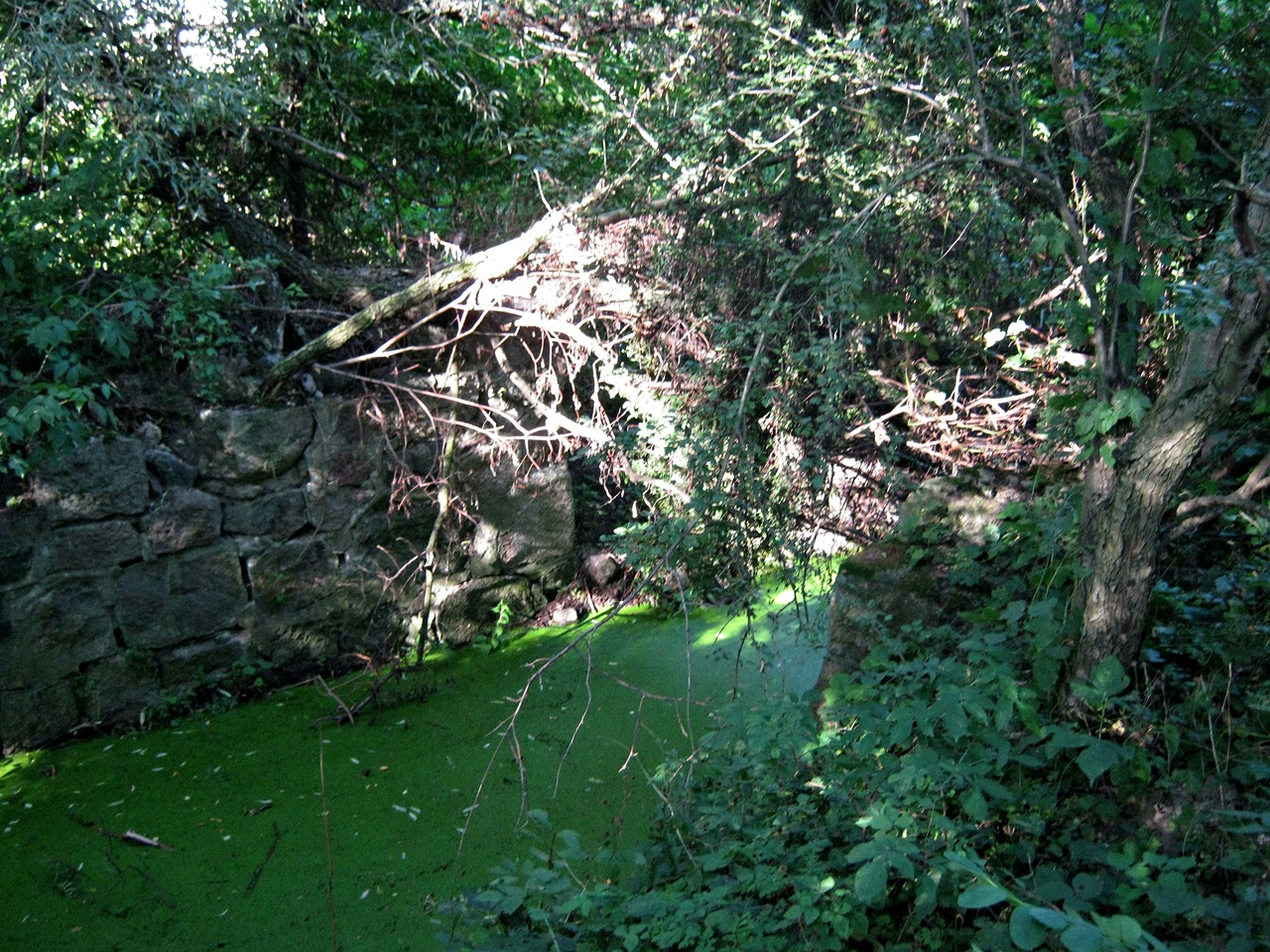
Resztki dawnych przyczółków mostu na Strudze Mierzewskiej w Mierzewie na linii Mierzewo – Stanisławowo

Przyczółki niewielkiego mostu na Strudze Mierzewskiej (tu dodać współrzędne geograficzne). Dostępność miejsca jest ograniczona ze względu na krzewy i drzewa rosnące w pobliżu rzeki. Mostem przebiegała linia Stanisławowo – Mierzewo. Ruch pociągów na tym odcinku zawieszono około 1973 roku.

### Linia Gniezno Wąskotorowe – Anastazewo
Resztki bocznicy do GS Witkowo

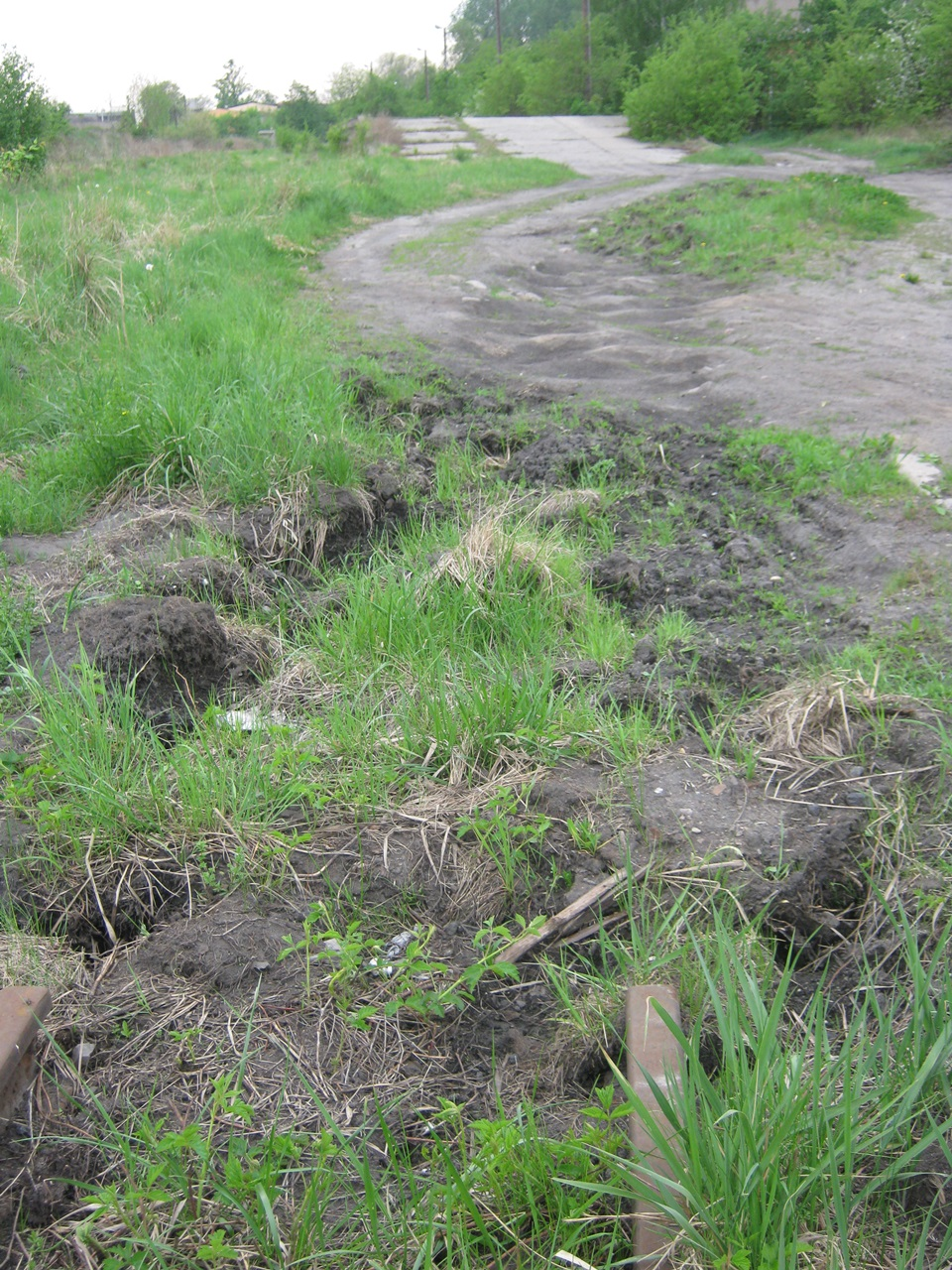
Pozostałości po rozebranej bocznicy wąskotorowej ze stacji Witkowo do magazynów GS Witkowo

Rozebrany odcinek torów do GS Witkowo, w okolicach betonowej rampy przeładunkowej. Bocznica miała własną lokomotywę spalinową, a przy torach zamontowana była waga wagonowa. Torem tym dowożono głównie węgiel. Wszystkie tory na terenie GS Witkowo wraz z torem prowadzącym do stacji kolejowej rozebrano w 2012 roku.
Resztki dawnej mijanki w Wiekowie

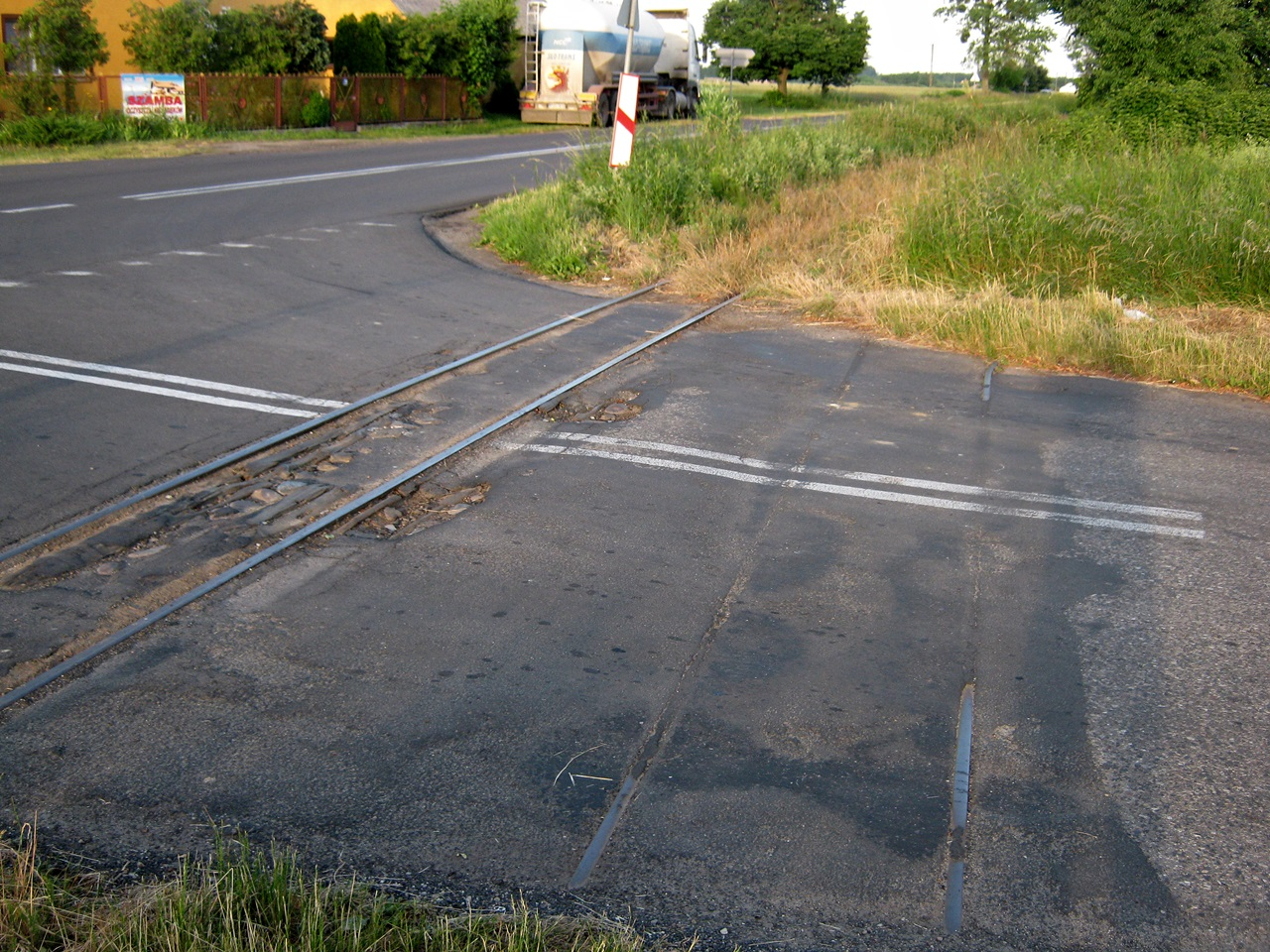
Pozostałości po dawnej mijance w Wiekowie (linia Gniezno Wąskotorowe – Anastazewo)

Dawny przystanek osobowy i ładownia. Długość użyteczna ładowni wynosiła 77,3 metra. Mijankę rozbierano etapami. W 1989 roku zlikwidowano rozjazd numer 1, natomiast rozjazd numer 2 zlikwidowano we wrześniu 2000 roku. Dawniej na przystanku znajdowała się poczekalnia dla podróżnych.